# Cesare Musatti
Cesare Luigi Eugenio Musatti (né près de Venise le 21 septembre 1897 et mort le 20 mars 1989 à Milan) est un psychologue, professeur de psychologie et psychanalyste italien. Il est surtout connu pour avoir supervisé la traduction des œuvres complètes de Freud en italien.

## Biographie
Expérimentaliste renommé, il a aussi été l'un de ceux qui ont œuvré à introduire la psychanalyse en Italie après sa rencontre avec Edoardo Weiss. Il a écrit un traité. Il a été président de la Société psychanalytique italienne.